# Martie Maguire
Martie Maguire, född Martha Elenor Erwin den 12 oktober 1969 i York, Pennsylvania, är en amerikansk countrymusiker. Hon är medlem i gruppen Dixie Chicks som hon var med om att grunda tillsammans med sin syster Emily Robison. I gruppen spelar hon fiol och mandolin.

## Diskografi
Album med Court Yard Hounds
- 2010 – Court Yard Hounds
- 2013 – Amelita

Singlar med Court Yard Hounds
- 2010 – "See You In The Spring" / "Everybody's Hurting"

Album med Dixie Chicks
- 1990 – Thank Heavens for Dale Evans
- 1992 – Little Ol' Cowgirl
- 1993 – Shouldn't a Told You That
- 1998 – Wide Open Spaces
- 1999 – Fly
- 2002 – Home
- 2003 – Top of the World Tour: Live
- 2006 – Taking the Long Way
- 2010 – Playlist: The Very Best of Dixie Chicks (samlingsalbum)
- 2010 – Essential Dixie Chicks (samlingsalbum)
- 2020 – Gaslighter

Singlar med Dixie Chicks (topp 10 på Billboard Hot Country Songs)
- 1997 – "I Can Love You Better" (#7)
- 1998 – "There's Your Trouble" (#1)
- 1998 – "Wide Open Spaces" (#1)
- 1999 – "You Were Mine" (#1)
- 1999 – "Tonight the Heartache's on Me" (#6)
- 1999 – "Ready to Run" (#2)
- 1999 – "Cowboy Take Me Away" (#1)
- 2000 – "Cold Day in July" (#10)
- 2000 – "Without You" (#1)
- 2001 – "If I Fall You're Going Down with Me" (#3)
- 2001 – "Some Days You Gotta Dance" (#7)
- 2002 – "Long Time Gone" (#2)
- 2002 – "Landslide" (#2)
- 2002 – "Travelin' Soldier" (#1)